# David Villalba Jacquet
Hermes David Villalba Jacquet (San Pedro del Ycuamandiyú, Paraguay; 25 de marzo de 1991) es un futbolista paraguayo. Juega como defensa y su actual equipo es Sportivo Trinidense de la Primera División de Paraguay.

## Clubes
| Club                | País     | Año           |
| ------------------- | -------- | ------------- |
| River Plate         | Paraguay | 2016          |
| General Díaz        | Paraguay | 2017 - 2018   |
| FBC Melgar          | Perú     | 2019          |
| General Díaz        | Paraguay | 2020          |
| Sportivo Luqueño    | Paraguay | 2021          |
| Mushuc Runa SC      | Ecuador  | 2022          |
| Resistencia         | Paraguay | 2023          |
| Oriente Petrolero   | Bolivia  | 2023          |
| Sportivo Trinidense | Paraguay | 2024-presente |